# Guzhen, Guangdong
Guzhen (kinesiska: 古镇) är en köping i sydöstra Kina. Den ligger i staden Zhongshan i provinsen Guangdong,  omkring 58 kilometer söder om provinshuvudstaden Guangzhou. Antalet invånare är 147 771. Befolkningen består av 64 052 kvinnor och 83 719 män. Barn under 15 år utgör 10,0 %, vuxna 15-64 år 85 %, och äldre över 65 år 4,0 %.